# ایستگاه متروی بیزواتر
ایستگاه متروی بیزواتر (انگلیسی: Bayswater tube station) یکی از ایستگاه‌های خط ناحیه و خط سیرکل متروی لندن است.
این ایستگاه که در شهر وست‌مینستر قرار دارد در سال ۱۸۶۸ میلادی تأسیس شده است.